# نوبار (أيل تيمور)
نوبار (بالفارسية: نوبار) هي قرية تقع في إيران في أذربيجان الغربية. يقدر عدد سكانها بـ 359 نسمة بحسب إحصاء 2016.